# Giovanni Bogado
Giovanni Emmanuel Bogado Duarte (ur. 16 września 2001 w Limpio) – paragwajski piłkarz występujący na pozycji środkowego lub ofensywnego pomocnika, od 2024 roku zawodnik Sportivo Ameliano.